# ماكس فولف
ماكسيمليان فرانز جوزيف كورنيليوس فولف (بالألمانية: Maximilian Franz Joseph Cornelius Wolf)‏ (من مواليد 21 يونيو 1863 وتوفي في 3 أكتوبر 1932) عالم فلك ألماني ورائد في مجال التصوير الفلكي. وكان رئيس لقسم علوم الفلك في جامعة هايدلبرغ ورئيس مرصد هايدلبرغ-كونيغستوشل من سنة 1902-1932

## النشأة
ولد في مدينة هايدلبرغ في 21 يونيو سنة 1863، وهو ابن طبيب. وقد شجعه والده على الاهتمام بالعلوم وبنى له مرصد في حديقة منزل العائلة. ومن هذا الموقع نسب له أول اكتشافته الفلكية المذنب فولف/14 بي في سنة 1884.

## الحياة الأكاديمية
حصل على شهادة دكتوراه من جامعة هايدلبرغ في سنة 1888 وهو في سن الخامسة والعشرين. وأمضى سنة بعد التخرج في الدراسة في استكهولم وهو الوقت الوحيد الذي أمضاه من حياته خارج بلدته. ليعود في سنة 1890. وقد لعبت محاضراته الشعبية في علم الفلك دوراً في جلب عروض من مؤسسات فلكية أخرى لكنه رفض العمل فيها. ليعين في سنة 1902 رئيساً بقسم علم الفلك ومديراً لمرصد هايدلبرغ-كونيغستوشل وبقي شاغل لتلك الوظيفتين حتى وفاته.
عين ماكس كمشرف على بناء المرصد الجديد والإشراف على تجهيزه من الناحية الفيزيافلكية. كما نجح في جمع الأموال اللازمة لأكمال المشروع

## أعماله
بدأ فولف حياته كمكتشف للمذنبات واستمر طوال حياته بذلك وقد اكتشف أو ساهم باكتشاف العديد من المذنبات مثل فولف/14 بي وفولف-هارينتغ/43بي كما ربح المنافسة مع إدوارد إيمرسون برنارد في من سيرصد مذنب هالي أولاً سنة 1910.
كما اكتشف المستعر الأعظم : SN 1895A و1909A و1920A و1926A
تعتبر مساهماته في تحديد طبيعة السديم المظلم واحد من أهم أعماله. وهي منطقة من السماء كان يعتقد وليام هرشل بأنها ثقوب في السماء. ولايمكن رؤوية نجوم في هذه المناطق ولا يرى سوى السواد. وقد نجح بالتعاون مع إيمرسون بتحليل الصور الفلكية من استنتاج أن هذه المناطق عبارة عن سحابات ضحمة تحوي كميات كبيرة من الغبار.
كما كان أول من اكتشف كويكب من كويكبات طروادة وهو أخيل 588 وقد بلغ عدد الكويكبات التي اكتشفها 248

## روابط خارجية
- ماكس فولف على موقع الموسوعة البريطانية (الإنجليزية)